# Карцинома эндометрия
Карцинома эндометрия (тж. рак тела матки, лат. Carcinoma corporis uteri) — онкологическое заболевание, развивающееся в эпителиальном слое тела матки .

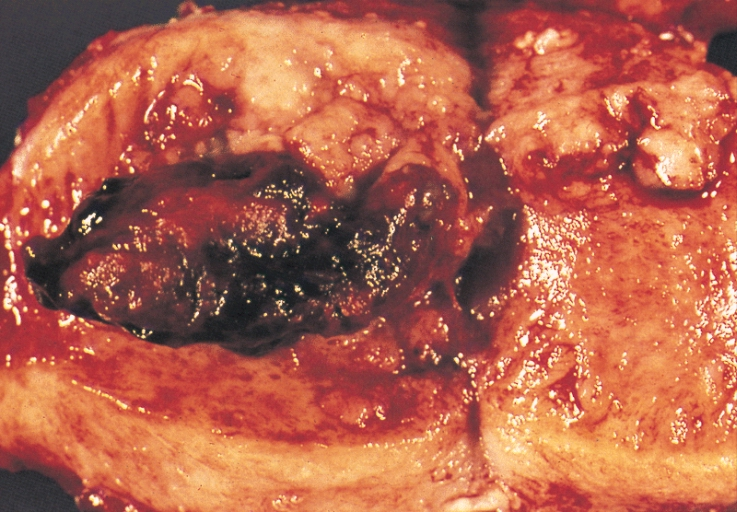
Аденокарцинома эндометрия в патологоанатомическом препарате

## Факторы риска
Существуют определённые факторы риска, которые могут с большей вероятностью привести к развитию рака матки. Среди них:
- Чрезмерный рост клеток эндометрия (гиперплазия эндометрия). Гиперплазия ещё не является раком, но иногда может подвергаться озлокачествлению. Частыми признаками этого состояния являются: длительные и обильные менструации, кровянистые выделения между менструациями и кровотечения после менопаузы. Гиперплазия эндометрия — нередкое состояние у женщин после 40 лет.
- Ожирение. Женщины с ожирением имеют больший риск развития рака эндометрия.
- Отягощённый репродуктивный и менструальный анамнез: женщины, у которых никогда не было детей, либо менструации начались до 12 лет, либо продолжались после 55 лет.
- Прием гормональных контрацептивов на основе только эстрогена, без добавления прогестерона в анамнезе.
- Прием тамоксифена (с целью профилактики или лечения рака молочной железы) в анамнезе.
- Лучевая терапия органов малого таза в анамнезе.
- Отягощённый семейный анамнез: женщины, у которых у матери, сестры или дочери имели случаи рака эндометрия находятся в зоне риска, а также женщины с наследственной формой рака толстой кишки (синдром Линча).
- Постменопауза

## Симптомы и признаки
Наиболее частый симптом рака матки — патологические кровянистые выделения из влагалища. Выделения могут быть водянистыми с примесью крови, затем переходить в кровотечение. Кровотечения из половых путей после менопаузы являются патологией.
Также симптомами карциномы эндометрия могут быть боль и затруднения при мочеиспускании, боль во время полового акта, боль в области таза. Эти симптомы могут быть вызваны как раком эндометрия, так и другими заболеваниями.

## Диагностика

### Определение стадии
Для стадирования рака эндометрия применяются две системы: TNM и FIGO. Они не противоречат друг другу. Различия заключаются в том, что система TNM стадирует рак эндометрия по трем индексам (T - первичная опухоль, N - регионарные лимфатические узлы, M - отдаленные метастазы), тогда как система FIGO позволяет указывать один индекс. 
| Стадия | TNM        | FIGO  | Описание стадии |
| ------ | ---------- | ----- | --- |
| I      | T1N0M0     | I     | Опухоль расположена в пределах матки. Опухоль может распространяться на железы шейки матки, но не на ее строму. Нет метастазов в регионарных лимфатических узлах, а также отдаленных метастазов.                                                                    |
| IA     | T1aN0M0    | IA    | Опухоль расположена в пределах эндометрия, либо врастает в стенку матки менее, чем на половину ее толщины. Нет метастазов в регионарных лимфатических узлах, а также отдаленных метастазов.                                                                         |
| IB     | T1bN0M0    | IB    | Опухоль прорастает половину или более толщины стенки матки. Нет метастазов в регионарных лимфатических узлах, а также отдаленных метастазов. |
| II     | T2N0M0     | II    | Опухоль распространяется на строму шейки матки. Нет метастазов в регионарных лимфатических узлах, а также отдаленных метастазов. |
| III    | T3N0M0     | III   | Опухоль распространяется за пределы матки, но не на слизистую оболочку мочевого пузыря или прямой кишки. Нет метастазов в регионарных лимфатических узлах, а также отдаленных метастазов.                                                                           |
| IIIA   | T3aN0M0    | IIIA  | Опухоль распространяется на серозную оболочку матки и/или на придатки матки (яичник или маточная труба). Нет метастазов в регионарных лимфатических узлах, а также отдаленных метастазов.                                                                           |
| IIIB   | T3bN0M0    | IIIB  | Опухоль распространяется на влагалище или на параметрии. Нет метастазов в регионарных лимфатических узлах, а также отдаленных метастазов. |
| IIIC1  | T1-3N1M0   | IIIC1 | Опухоль расположена в пределах матки или распространяется за ее пределы, но не на слизистую оболочку мочевого пузыря или прямой кишки. Определяются метастазы в тазовых лимфатических узлах, но нет метастазов в парааортальных лимфоузлах и отдаленных метастазов. |
| IIIC2  | T1-3N2M0   | IIIC2 | Опухоль расположена в пределах матки или распространяется за ее пределы, но не на слизистую оболочку мочевого пузыря или прямой кишки. Определяются метастазы в парааортальных лимфатических узлах, но нет отдаленных метастазов.                                   |
| IVA    | T4N0-2M0   | IVA   | Опухоль распространяется на слизистую оболочку мочевого пузыря и/или прямой кишки. Могут отсутствовать или определяться метастазы в тазовых или парааортальных лимфоузлах. Нет отдаленных метастазов.                                                               |
| IVB    | T1-4N0-2M1 | IVB   | Опухоль метастазировала в паховые лимфоузлы, органы брюшной полости, включая большой сальник, либо метастазировала за пределы брюшной полости (например, в легкие).                                                                                                 |

## Лечение
Основным методом лечения рака эндометрия I-IVA стадий является операция. В зависимости от окончательной стадии заболевания, дополнительно может назначаться адъювантная терапия: лучевая терапия, химиолучевая терапия или химиотерапия. Для лечения метастатического рака эндометрия применяется лекарственное лечение: гормональная терапия, химиотерапия, таргетная терапия или иммунотерапия.

### Хирургическое лечение
Основной метод лечения рака эндометрия - это удаление матки. Эта операция может быть выполнена традиционным способом (лапаротомия) или малоинвазивно (лапароскопически или с помощью робота). Исследования показывают, что малоинвазивные операции являются безопасной альтернативой открытым операциям.  Кроме удаления матки, в ряде случаев требуется удаление лимфатических узлов, расположенных в малом тазу или вдоль крупных сосудов - аорты и нижней полой вены. Эта процедура может быть выполнена как для установления окончательной стадии, так и с лечебной целью - при наличии определяемых метастазов в лимфатических узлах. 
Альтернативой удаления всех лимфатических узлов (системной лимфаденэктомии) является биопсия сторожевых лимфатических узлов.  Эта процедура заключается во введении в шейку матки красителя (индоцианина зеленого или технеция), который по лимфатическим сосудам распространяется в лимфатические узлы. В отличие от системной лимфаденэктомии, хирург удаляет не все лимфоузлы, а только те, которые накапливают препарат. Если в сторожевых лимфатических узлах не обнаруживаются метастазы, то вероятность их обнаружения в других лимфоузлах не более 3%.  Исходя из этого, биопсия сторожевых лимфатических узлов является безопасной альтернативой системной лимфаденэктомии. 

### Лучевая терапия
Лучевая терапия при раке эндометрия может быть дополнительным методом лечения после операции, либо самостоятельным, когда выполнение операции невозможно по каким-либо причинам.

### Химиотерапия
Химиотерапия может проводиться после операции для снижения риска рецидива (адъювантная терапия), либо для лечения метастатического рака эндометрия. 

### Гормонотерапия
Для лечения метастатического рака эндометрия могут использоваться гормональные препараты: прогестероны или ингибиторы ароматазы.

### Таргетная терапия
- Моноклональные антитела: пембролизумаб, достарлимаб.

В 2021 г. был одобрен достарлимаб для лечения рака эндометрия с определённым маркером.